# Mike Porcaro
Michael Joseph Porcaro (Hartford, 29 maggio 1955 – Los Angeles, 15 marzo 2015) è stato un bassista statunitense, bassista del gruppo musicale Toto.

## Biografia
Michael Porcaro è stato il bassista dei Toto, pluripremiata band statunitense. Era il secondo di tre fratelli, come lui celebri musicisti e membri dei Toto, Jeff Porcaro e Steve Porcaro, e figlio del famoso batterista jazz Joe Porcaro.
Anche se fin dagli anni settanta in varie occasioni ha suonato con il gruppo, non ne è entrato a far parte ufficialmente fino al 1982 (subito dopo la pubblicazione di Toto IV), quando rimpiazzò David Hungate che preferì la carriera di session man a Nashville.
Nel brano Good for You, incluso nell'album Toto IV, Mike ha suonato il violoncello. Subito dopo l'improvviso abbandono di Hungate, Porcaro iniziò ad apparire nei video dei pezzi tratti dal nuovo album, e partecipò al tour successivo.
Nel 1983 è fra gli strumentisti insieme al fratello Jeff nell'album di Riccardo Cocciante "Sincerità'.

## Malattia e morte
Porcaro interruppe la sua attività con i Toto nel 2007 dopo aver accusato difficoltà motorie alle dita delle mani nel suonare lo strumento musicale. Fu rimpiazzato da Leland Sklar per il resto del tour.
Il 27 febbraio 2010, dal sito ufficiale dei Toto, si apprese che Porcaro era malato di Sclerosi Laterale Amiotrofica (SLA).
Nel settembre 2012, la rivista Classic Rock riportò lo stato di salute del musicista, che oramai necessitava dell'ausilio di una carrozzina.
Il 15 marzo 2015 morì nel sonno all'età di 59 anni nella sua casa a Los Angeles. Riposa nel Forest Lawn Memorial Park di Glendale, non lontano da suo fratello Jeff, scomparso nel 1992.

## Discografia

### Solista
- 2011 - Brotherly Love